# Centaurea solstitialis
Il fiordaliso giallo (nome scientifico  Centaurea solstitialis  L., 1753) è una pianta erbacea, angiosperma dicotiledone, perenne appartenente alla famiglia delle Asteraceae.

## Etimologia
Il nome generico (Centaurea) deriva dal Centauro Chirone. Nella mitologia greca si racconta che Chirone, ferito ad un piede, guarì medicandosi con una pianta di fiordaliso. L'epiteto specifico di questa pianta ( solstitialis ) fa riferimento all'epoca dell'antesi (al solstizio d'estate – alla fine di giugno).

Il binomio scientifico della pianta di questa voce è stato proposto da Carl von Linné (1707 – 1778) biologo e scrittore svedese, considerato il padre della moderna classificazione scientifica degli organismi viventi, nella pubblicazione "Species Plantarum" del 1753.

## Descrizione

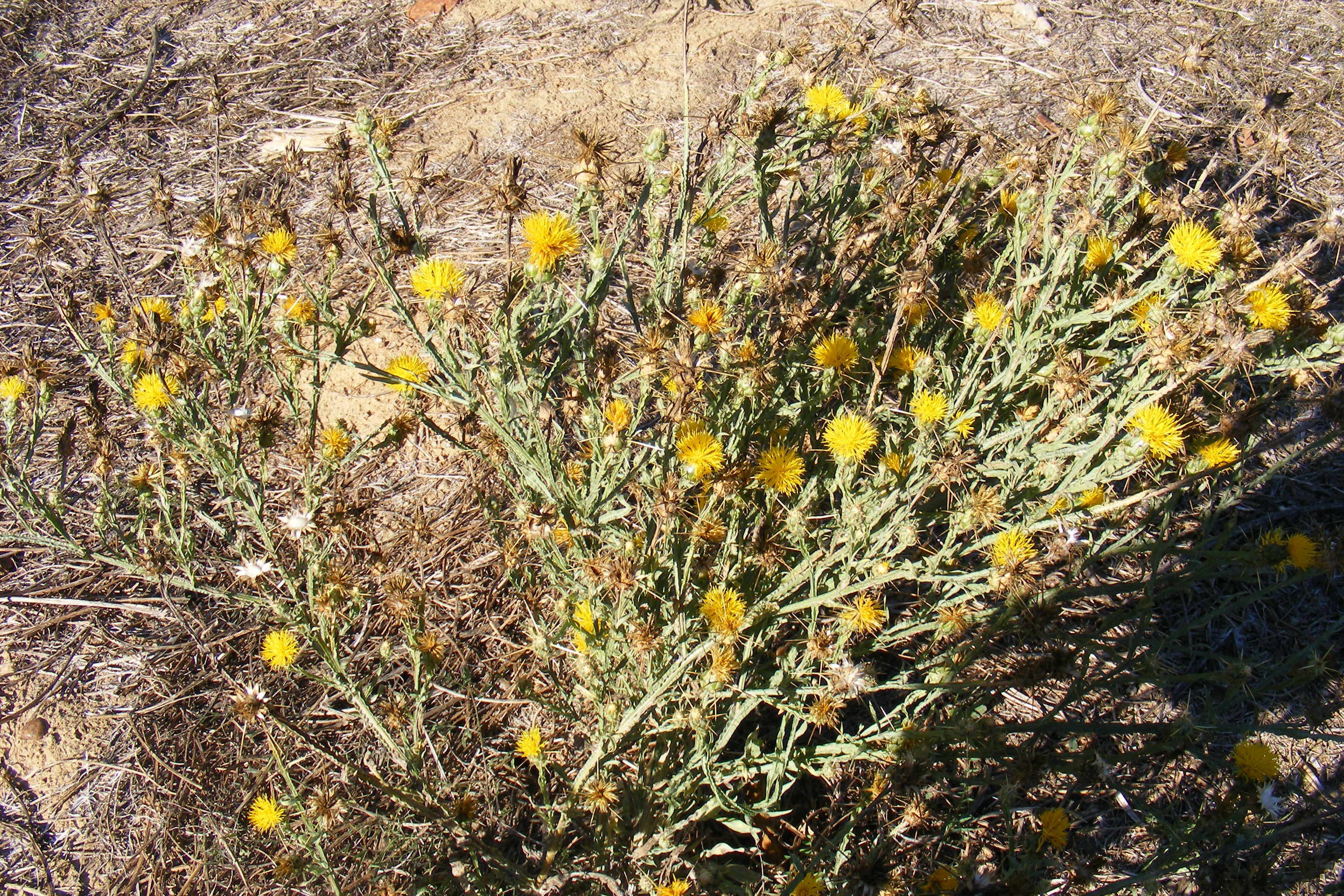
Il portamento

(La seguente descrizione è relativa alla specie  Centaurea solstitialis  s.l.; per i dettagli delle varie sottospecie vedere più avanti.)

L'altezza di queste piante varia da 3 a 8 dm (massimo 10 dm). La forma biologica della specie è emicriptofita bienne (H bienn): ossia è una pianta che si riproduce tramite gemme posizionate al livello del terreno e si distingue dalle altre specie per il suo ciclo biologico bienne. Buona parte della pianta si presenta con una superficie grigio-tomentosa.

### Radici
Le radici sono secondarie da rizoma. 

### Fusto
La parte aerea del fusto è ascendente, raramente eretta con portamento diffuso (quasi cespuglioso); la sezione è angolosa; la superficie è tomentoso-ragnatelosa; i rami sono abbondantemente alati.

### Foglie
Le foglie si presentano scabre per brevi peli ispidi e da aracnoideo-tomentose fino a verde-grigie. Sono di due tipi: basali e cauline.
- Foglie basali: sono picciolate; la lamina ha un contorno spatolato, quasi lirato e rastremato alla base; la forma è del tipo pennato-lobata oppure pennatosetta con 2 – 3 lobi, oblungo-triangolari, per lato; di solito queste foglie sono assenti all'antesi.
- Foglie cauline: hanno una forma da lanceolata a lineare con margini dentati (o quasi interi), a volte mucronati; sono semi-amplessicauli e abbondantemente decorrenti.

Dimensione delle foglie basali: larghezza 1 cm; lunghezza 4 cm. Dimensione delle foglie cauline: lunghezza 1 – 10 cm.

### Infiorescenza

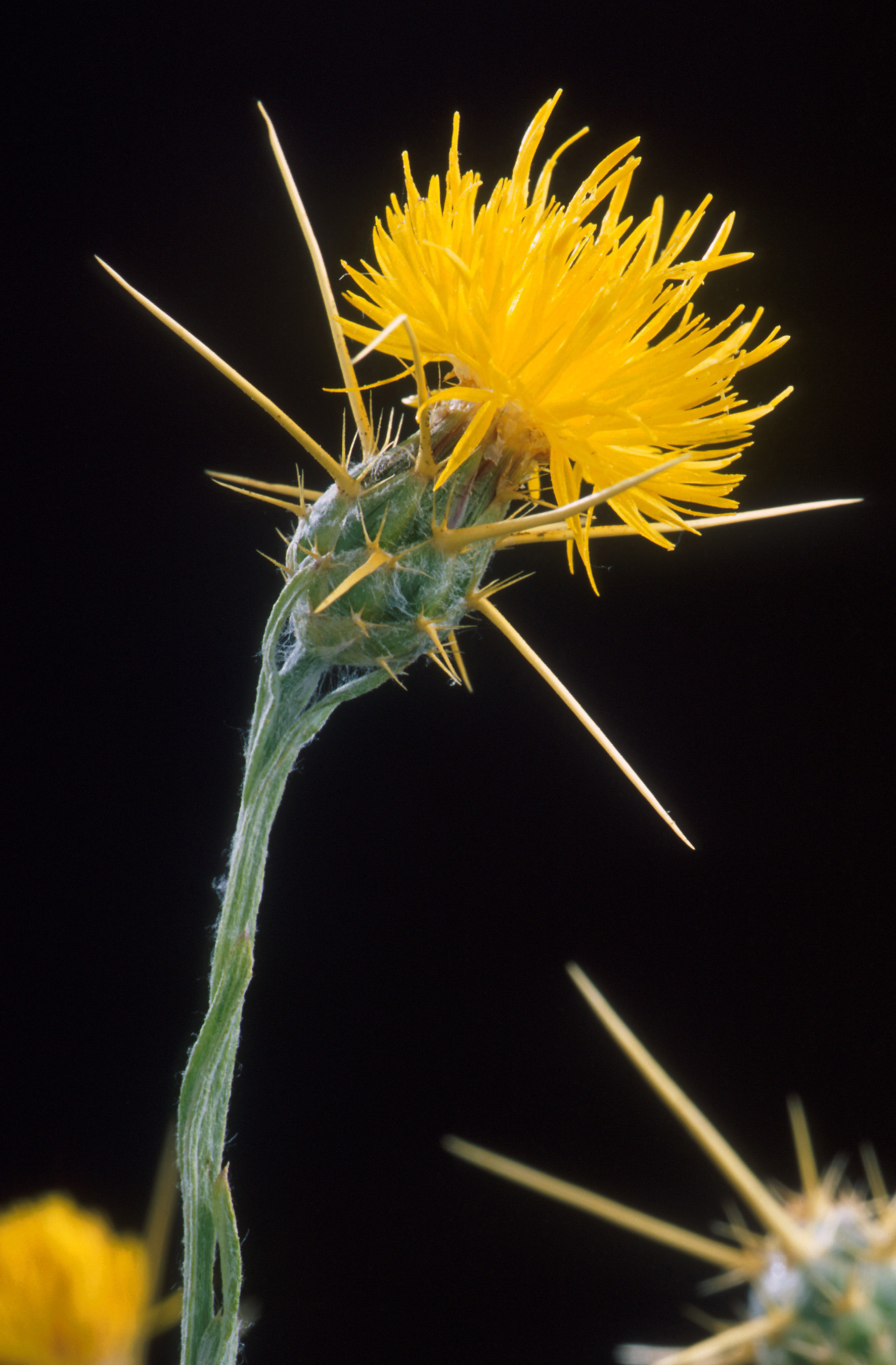
L'involucro

Le infiorescenze sono formate da capolini discoidi, peduncolati, apicali e più o meno solitari. I capolini sono formati da un involucro (ovoide-globoso) composto da diverse brattee (o squame) disposte in modo embricato all'interno delle quali un ricettacolo fa da base ai fiori. Le squame principali hanno una forma largamente ovata e terminano in robuste spine (3 -7 spine pennate lunghe 10 – 25 mm); la superficie è da tomentosa a glabra. Le squame più interne hanno un apice scarioso a forma ottuso. Diametro del capolino: 2,5 – 3 cm. Diametro dell'involucro: 7 – 15 mm.

### Fiore
I fiori sono tutti del tipo tubuloso (il tipo ligulato, i fiori del raggio, presente nella maggioranza delle Asteraceae, qui è assente), sono tetra-ciclici (sono presenti 4 verticilli: calice – corolla – androceo – gineceo) e pentameri (ogni verticillo ha 5 elementi).
- Formula fiorale:

- /x K {\displaystyle \infty }, [C (5), A (5)], G 2 (infero), achenio

- Calice: i sepali del Calice sono ridotti ad una coroncina di squame.
- Corolla: la corolla è tubulosa con apice a 5 lobi esili. Quelli centrali sono zigomorfi e sono ermafroditi, quelli periferici sono attinomorfi, sterili, più grandi e disposti in modo patente per rendere più appariscente tutta l'infiorescenza.[3] Il colore della corolla è giallo. I fiori esterni sono lunghi fino a 20 mm.
- Androceo: gli stami sono 5 con filamenti liberi ma corti (sono pelosi verso la metà della loro lunghezza), mentre le antere sono saldate in un manicotto (o tubo) circondante lo stilo e lungo quasi quanto la corolla; la parte superiore è costituita da prolungamenti coriacei.[16] I filamenti delle antere sono provvisti di movimenti sensitivi attivati da uno stimolo tattile qualsiasi (come ad esempio un insetto pronubo) in modo da far liberare dalle antere il polline. Contemporaneamente anche lo stilo si raddrizza per ricevere meglio il polline.[3]
- Gineceo: gli stigmi dello stilo sono due divergenti; l'ovario è infero uniloculare formato da 2 carpelli.[16]
- Fioritura: da giugno ad agosto; a latitudini più basse e al riparo dal gelo, la fioritura può essere presente tutto l'anno.[7]

### Frutti
I frutti sono degli acheni con pappo. È presente un certo dimorfismo (tra gli acheni dei fiori esterni e quelli dei fiori più centrali). Il colore degli acheni esterni è nero o marrone scuro e sono privi di pappo, quelli più interni sono bianchi o marrone chiaro con un pappo formato da setole ineguali lungo fino a 5 mm. Gli acheni sono lunghi 2 – 3 mm.

## Biologia
- Impollinazione: l'impollinazione avviene tramite insetti (impollinazione entomogama).
- Riproduzione: la fecondazione avviene fondamentalmente tramite l'impollinazione dei fiori (vedi sopra).
- Dispersione: i semi cadendo a terra (dopo essere stati trasportati per alcuni metri dal vento per merito del pappo – disseminazione anemocora) sono successivamente dispersi soprattutto da insetti tipo formiche (disseminazione mirmecoria).

## Distribuzione e habitat
- Geoelemento: il tipo corologico (area di origine) è Steno-Mediterraneo divenuto Subcosmopolito.
- Distribuzione: in Italia questa specie è presente comunemente su tutto il territorio. In Europa è presente soprattutto nell'area mediterranea. Si trova inoltre in Africa (Marocco, Algeria, Tunisia e Egitto) e nell'Asia (parte occidentale). In altre zone (Stati Uniti, Canada, America meridionale e Australia) è considerata specie naturalizzata.[17]
- Habitat: l'habitat preferito da questa specie sono gli incolti, le vigne e le aree lungo le vie.
- Distribuzione altitudinale: sui rilievi queste piante si possono trovare fino a 1.400 m s.l.m..

## Tassonomia
La famiglia di appartenenza di questa voce (Asteraceae o Compositae, nomen conservandum) probabilmente originaria del Sud America, è la più numerosa del mondo vegetale, comprende oltre 23.000 specie distribuite su 1.535 generi, oppure 22.750 specie e 1.530 generi secondo altre fonti (una delle checklist più aggiornata elenca fino a 1.679 generi). La famiglia attualmente (2021) è divisa in 16 sottofamiglie.
La tribù Cardueae (della sottofamiglia Carduoideae) a sua volta è suddivisa in 12 sottotribù (la sottotribù Centaureinae è una di queste).
Il genere Centaurea elenca oltre 700 specie distribuite in tutto il mondo, delle quali un centinaio sono presenti spontaneamente sul territorio italiano.

### Filogenesi
La classificazione della sottotribù rimane ancora problematica e piena di incertezze. Il genere di questa voce è inserito nel gruppo tassonomico informale Centaurea Group formato dal solo genere Centaurea. La posizione filogenetica di questo gruppo nell'ambito della sottotribù è definita come il "core" della sottotribù; ossia è stato l'ultimo gruppo a divergere intorno ai 10 milioni di anni fa.
La  Centaurea solstitialis  appartiene al gruppo delle centauree le cui brattee (o squame) dell'involucro terminano con delle rigide spine a forma pennata o palmata (in base alla suddivisione proposta da Pignatti). Questa suddivisione comunque è priva di valore tassonomico ma puramente di comodo dato il grande numero di specie spontanee presenti sul territorio italiano.
Questi caratteri sono condivisi con le seguenti specie, tutte con fiori gialli (sono indicati alcuni caratteri distintivi per ogni specie):
- Centaurea benedicta  (L.) L. - Fiordaliso benedetto: il pappo è formato da due serie ben distinte (in quella esterna le setole sono più lunghe dell'achenio; in quella interna le setole sono più brevi dell'achenio);
- Centaurea melitensis L. - Fiordaliso maltese: le foglie superiori sono decorrenti; il pappo è più semplice ed è minore della lungheza dell'achenio.
- Centaurea sicula L. - Centaurea nizzarda:  le foglie superiori non sono decorrenti; il pappo è più semplice ed è minore della lungheza dell'achenio.
- Centaurea hyalolepis  Boiss. - Fiordaliso a squame ialine: le foglie superiori non sono decorrenti; il pappo è più semplice ed è uguale alla lungheza dell'achenio.

Il numero cromosomico di  C. solstitialis  è: 2n = 16.

### Variabilità
Questa specie si presenta in diverse varietà: sono descritte (e riconosciute valide) 6 sottospecie di Centaurea solstitialis. Qui di seguito sono descritte le sottospecie presenti in Italia. Non sempre queste sottospecie sono di facile distinzione, spesso sono presenti delle popolazioni intermedie di origine ibridogena.

#### Sottospecieadamii

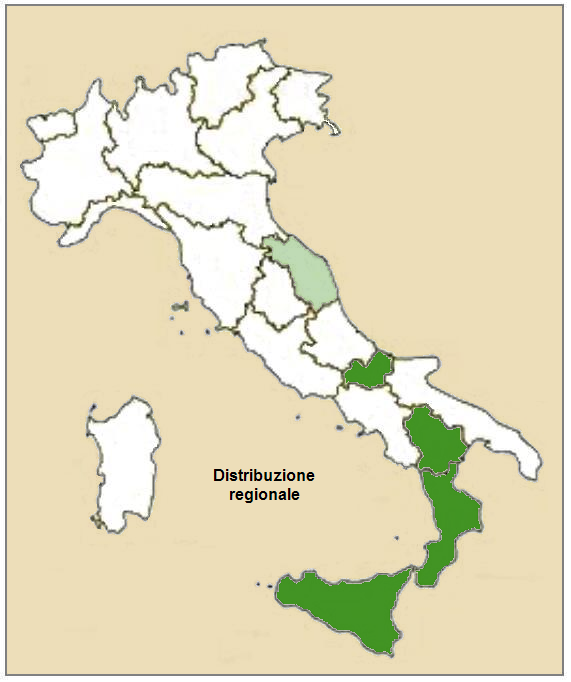
Distribuzione della sottospecie adamii
(Distribuzione regionale

- Nome scientifico: Centaurea solstitialis  subsp.  adamii  (Willd.) Nyman, 1879.
- Basionimo: Centaurea adamii Willd.;
- Descrizione: le piante sono bianco-verdastre; le foglie sono spinescenti all'apice; l'apice delle squame dell'involucro è provvisto di 5 – 7 spine brune poco differenti tra di loro; la spina centrale è lunga più o meno 5 – 12 mm;
- Distribuzione: è rara e si trova al Sud dell'Italia, nella Penisola Balcanica, in Ucraina e nella Transcaucasia.

#### Sottospecieschouwii

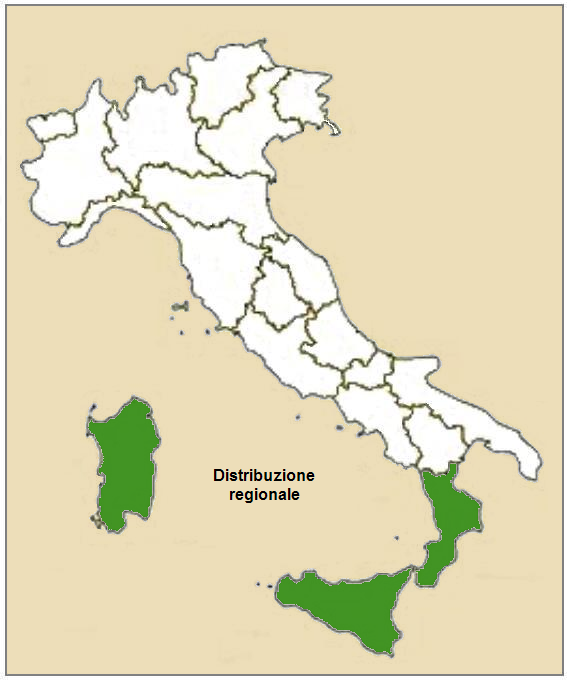
Distribuzione della sottospecie schouwii
(Distribuzione regionale

- Nome scientifico: Centaurea solstitialis  subsp.  schouwii  (DC.) Gugler, 1907.
- Basionimo: Centaurea schouwii DC..
- Descrizione: la pianta si presenta con una pelosità scarsa, in genere è una pianta verde; il fusto è largamente alato (da 1 a 3 mm); l'involucro ha un diametro di 12 – 15 mm; l'apice delle squame dell'involucro termina con una spina centrale, notevolmente più sviluppata di quelle laterali (più o meno tre in tutto); questa spina è lunga 20 – 30 mm, alla base è spessa 1,2 – 2,5 mm; è contornata da 0 a 2 spinule brevi per lato; la superficie delle squame inferiori è cosparsa da una pelosità ragnatelosa persistente fino alla fruttificazione; i fiori interni sono lunghi 15 – 18 mm.
- Distribuzione: è una sottospecie comune ed è presente soprattutto in Sicilia e Sardegna (sui rilievi) e in Africa mediterranea occidentale.
- Numero cromosomico: 2n = 18.

#### Sottospeciesolstitialis

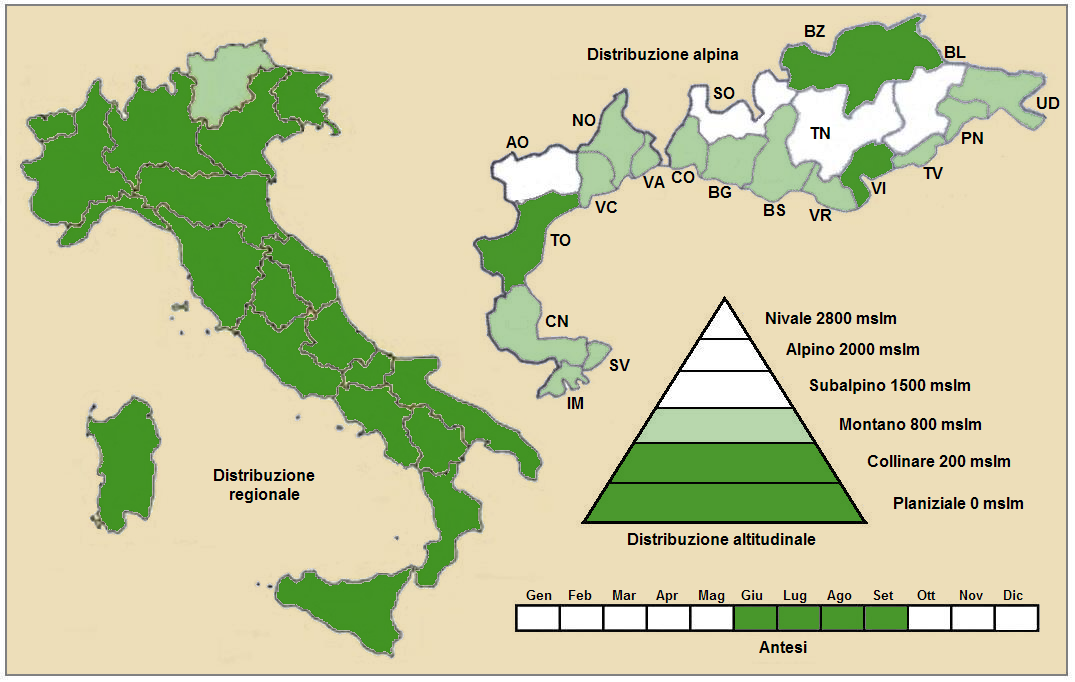
Distribuzione della sottospecie solstitialis
(Distribuzione regionale – Distribuzione alpina)

- Nome scientifico: Centaurea solstitialis  subsp.  solstitialis .
- Descrizione: la pianta si presenta con una pelosità densa bianco-cotonosa; il fusto è strettamente alato (raramente oltre 1 mm); le foglie superiori sono inermi o mucronate; l'involucro ha un diametro di 7 – 8 mm o meno; l'apice delle squame termina con una spina centrale, notevolmente più sviluppata di quelle laterali; questa spina è lunga fino a 25 mm (raramente fino a 22 mm), alla base è spessa 0,5 – 1,4 mm; è contornata da 1 a 3 spine laterali minori; la superficie delle squame è cosparsa da una pelosità ragnatelosa (non presente più all'antesi); i fiori interni sono lunghi 13 – 15 mm.
- Antesi: da giugno fino a settembre.
- Geoelemento: il tipo corologico (area di origine) è Mediterraneo.
- Distribuzione: in Italia è la stirpe più diffusa; nelle Alpi si trova nella provincia di Torino e di Bolzano; fuori dall'Italia (sempre nelle Alpi) si trova anche in Francia (dipartimenti di Alpes-de-Haute-Provence, Hautes-Alpes, Alpes-Maritimes e Drôme), in Svizzera (cantone Ticino), in Austria (Länder del Salisburgo e Austria Inferiore); sugli altri rilievi europei si trova nel Massiccio Centrale, Pirenei, Monti Balcani e Carpazi.
- Habitat: l'habitat tipico per questa sottospecie sono i campi, le colture e gli ambienti ruderali; il substrato preferito è sia calcareo che siliceo con pH basico, alti valori nutrizionali del terreno che deve essere secco.
- Distribuzione altitudinale: sui rilievi queste piante frequentano il piano vegetazionale collinare e in parte quello montano.
- Fitosociologia: dal punto di vista fitosociologico alpino questa sottospecie appartiene alla seguente comunità vegetale:
Formazione: delle comunità terofitiche pioniere nitrofile
Classe: Stellarietea mediae

#### Altre sottospecie
Il seguente elenco descrive altre sottospecie di Centaurea solstitialis  non presenti nella flora spontanea italiana:
- Centaurea solstitialis subsp. carneola (Boiss.) Wagenitz, 1974 - Distribuzione: Anatolia.
- Centaurea solstitialis subsp. erythracantha (Halácsy) Dostál, 1975 - Distribuzione: Grecia.
- Centaurea solstitialis subsp. pyracantha (Boiss.) Wagenitz, 1974 - Distribuzione: Anatolia.

### Ibridi
Per questa specie è descritto il seguente ibrido con la specie Centaurea moncktonii  C.E. Britton, 1920:
- Centaurea × kleinii   C.T. Roché & Susanna, 2010

### Sinonimi
Questa entità ha avuto nel tempo diverse nomenclature. L'elenco seguente indica alcuni tra i sinonimi più frequenti:
- Calcitrapa carneola  (Boiss.) Holub (sinonimo della sottospecie  carneola)
- Calcitrapa erythracantha  (Halácsy) Holub (sinonimo della sottospecie erythracantha)
- Calcitrapa lutea  Delarbre
- Calcitrapa pyracantha (Boiss.) Holub (sinonimo della sottospecie pyracantha)
- Calcitrapa schouwii (DC.) (sinonimo della sottospecie schouwii)
- Calcitrapa solstitialis  (L.) Lam.
- Calcitrapa solstitialis  (L.) Lam. subsp. adamii (Willd.) Soják (sinonimo della sottospecie adamii)
- Calcitrapa solstitialis  (L.) Lam. subsp. solstitialis
- Centaurea adamii Willd. (sinonimo della sottospecie adamii)
- Centaurea carneola Boiss. (sinonimo della sottospecie  carneola)
- Centaurea cupani  Guss. (sinonimo della sottospecie schouwii )
- Centaurea cyanifolia  Poir.
- Centaurea damanti Lojac. (sinonimo della sottospecie adamii)
- Centaurea erythracantha  Halácsy (sinonimo della sottospecie erythracantha)
- Centaurea lappacea Ten. (sinonimo della sottospecie adamii)
- Centaurea parvispina  Láng ex Gugler
- Centaurea pseudosolstitialis  Debeaux
- Centaurea pyracantha Boiss. (sinonimo della sottospecie pyracantha)
- Centaurea schouwii  DC. (sinonimo della sottospecie schouwii )
- Centaurea sicula subsp. schouwii (DC.) Nyman (sinonimo della sottospecie schouwii)
- Centaurea solstitialis subsp. lappacea  (Ten.) Arcang. (sinonimo della sottospecie adamii)
- Centaurea solstitialis subsp. mitis  (Ces.) Arcang. (sinonimo della sottospecie adamii)
- Centaurea solstitialis subsp. schouwii (DC.) Dostál (sinonimo della sottospecie schouwii)
- Centaurea solstitialis var. mitis  Ces. (sinonimo della sottospecie adamii)
- Centaurea solstitialis var. solstitialis
- Cyanus solstitialis  J. Presl & C. Presl
- Leucantha solstitialis (L.) Á. Löve & D. Löve

### Specie simili
Il colore giallo della corolla dei fiori della centaurea del solstizio la distingue dalla maggioranza delle altre centauree di colore più o meno porporino. Le altre centauree gialle (oltre a quelle già viste sopra) si distinguono per i seguenti caratteri: 
- Centaurea collina L. - Fiordaliso dei colli: appartiene al gruppo delle centauree con squame con appendice decorrente (senza spine quindi).
- Centaurea dichroantha Kerner - Fiordaliso giallo-roseo: appartiene al gruppo delle centauree con squame terminanti con spine, ma le foglie non sono decorrenti, i fusti non sono alati e le squame hanno brevi spine.
- Centaurea rupestris L. - Fiordaliso giallo: appartiene al gruppo delle centauree con squame terminanti con spine (ma brevi), si distingue soprattutto per le foglie completamente divise in sottili lacinie.

Può essere inoltre confusa con la specie Rhaponticoides alpina (L.) M.V. Agab. & Greuter (in precedenza chiamata Centaurea alpina L.) - Fiordaliso maggiore: appartiene al gruppo delle centauree con squame appuntite ma senza appendice spinosa, le foglie sono pennatosette con i segmenti divisi fino al rachide e l'infiorescenza è più grande (fino a 50 mm).

## Invasività
Centaurea solstitialis  è una specie invasiva soprattutto negli Stati Uniti. Spesso forma dense colonie di difficile controllo e sradicamento. La diffusione avviene quando nei pascoli le piante più appetibili sono consumate. È inoltre una pianta tossica per i cavalli (può causare lesioni cerebrali all'animale e problemi alla masticazione).

## Altre notizie
La  centaurea del solstizio  in altre lingue viene chiamata nei seguenti modi:
- (DE)  Sonnenwend-Flockenblume
- (FR)  Centaurée du solstice
- (EN)  Yellow Star-thistle